# Виктория (Британская Колумбия)
Викто́рия (англ. Victoria [vɪkˈtɔəriə]) — город на крайнем западе Канады, столица провинции Британская Колумбия. Расположен на юго-восточном краю острова Ванкувер. Население региона Капитал (англ. Capital Regional District), который включает в себя Викторию и 12 соседних муниципалитетов, составляет приблизительно 380 000 человек, то есть примерно половину всего населения острова Ванкувер. Собственно в Виктории проживает около 85 000 человек.
Виктория считается самым «британским» по духу городом Канады, этой репутации способствует большое число англичан-пенсионеров, перебравшихся в этот самый тёплый по климату город страны. По городу ходят красные двухэтажные лондонские автобусы, а в центре имеется несколько типично английских магазинчиков и пивных. Виктория известна привлекательной, украшенной цветами набережной, на которой расположен старинный отель «Эмпресс», где каждый день в пять часов пополудни туристам подают традиционный английский чай с коржиками.

## История
Территория на юге острова Ванкувер до прибытия европейцев была заселена племенами, говорящими на салишских языках. Первое достоверно известное посещение этих мест белыми состоялось в 1774 году, когда район исследовала испанская морская экспедиция под командованием Хуана Переса. Перес был направлен на север властями Новой Испании, обеспокоенными русской активностью в Северной Америке. В 1778 году здесь впервые побывали англичане из третьей экспедиции Джеймса Кука.
В 1841 году, в разгар спора о границе Орегона, Британская Компания Гудзонова залива направила одного из своих сотрудников, Джеймса Дугласа, в спорный район для основания там сети фортов и торговых постов, рассчитывая укрепить этим свои позиции в противостоянии с США. В том же году Дуглас (будущий губернатор Британской Колумбии) основал Форт-Виктория на месте сегодняшнего центра города.
Виктория развивалась довольно медленно вплоть до золотой лихорадки 1855 года, когда, после открытия золотых россыпей в Британской Колумбии, население города за неделю выросло с 300 человек до 5 000. В 1862 году поселение официально получило статус города. Основой экономики Виктории в те годы был морской порт, являвшийся основным пунктом ввоза опиума в Северную Америку (ввоз и продажа опиума были запрещены только в 1908 году).
Сильнейший удар по городской экономике был нанесён в 1886 году, когда, с окончанием строительства Канадской Тихоокеанской железной дороги основная часть грузопотока переместилась в Ванкувер. Впрочем, предприимчивые горожане довольно быстро перестроились на новый вид деятельности, превратив Викторию в главный канадский курорт, которым она и остаётся по сей день.

## География и климат

### Географические сведения
Географическое положение Виктории примечательно тем, что город расположен южнее 49-й параллели, разделяющей Канаду и США на западной половине континента (для острова Ванкувер было сделано особое исключение). Таким образом, Виктория является самым южным городом на западе Канады.

### Климат
Виктория лежит на северной границе зоны средиземноморского климата, вблизи линии его перехода в морской. Лето сухое и тёплое, зима прохладная и дождливая.
| Показатель                                        | Янв.  | Фев.  | Март | Апр. | Май  | Июнь | Июль | Авг. | Сен. | Окт. | Нояб. | Дек.  | Год   |
| ------------------------------------------------- | ----- | ----- | ---- | ---- | ---- | ---- | ---- | ---- | ---- | ---- | ----- | ----- | ----- |
| Абсолютный максимум, °C                           | 14,4  | 17,4  | 20,6 | 27,0 | 29,5 | 35,0 | 35,0 | 32,8 | 31,7 | 25,0 | 18,9  | 15,0  | 35,0  |
| Средний суточный максимум, °C                     | 7,0   | 8,6   | 10,6 | 13,1 | 15,9 | 17,9 | 19,8 | 20,1 | 18,5 | 13,8 | 9,4   | 7,1   | 13,5  |
| Средняя температура, °C                           | 5,0   | 6,2   | 7,6  | 9,6  | 12,1 | 14,0 | 15,6 | 15,9 | 14,6 | 10,9 | 7,2   | 5,2   | 10,3  |
| Средний суточный минимум, °C                      | 3,0   | 3,7   | 4,5  | 6,0  | 8,2  | 10,0 | 11,3 | 11,7 | 10,7 | 7,9  | 5,0   | 3,2   | 7,1   |
| Абсолютный минимум, °C                            | −14,4 | −12,8 | −7,2 | −2,2 | 1,1  | 3,9  | 6,1  | 4,4  | 1,7  | −2,8 | −11,1 | −15,6 | −15,6 |
| Норма осадков, мм                                 | 94    | 72    | 47   | 29   | 26   | 21   | 14   | 20   | 27   | 51   | 96    | 102   | 583   |
| Температура воды, °C                              | 8     | 8     | 8    | 10   | 12   | 13   | 14   | 14   | 13   | 11   | 9     | 8     | 11    |
| Источник: Environment Canada, World Climate Guide |       |       |      |      |      |      |      |      |      |      |       |       |       |

## Население
По данным переписи 2021 года в Виктории проживало 91 867 человек, в агломерации — около 397 237 человек. Средний возраст горожан составлял 45,2 года, что является наивысшим показателем среди всех канадских столиц и третьим среди канадских городов в целом.
Расовый состав населения:
- белые — 82,3 %
- индейцы — 5,9 %
- китайцы — 3,8 %

Уровень преступности высокий, значительно превышает средние показатели по стране.

## Экономика
Современная экономика города опирается, прежде всего, на сферу услуг и государственного сектора (работников администрации Британской Колумбии и представительств федеральных ведомств в провинции). Особенно велика значимость туризма — ежегодно Викторию посещают до 4 млн человек.

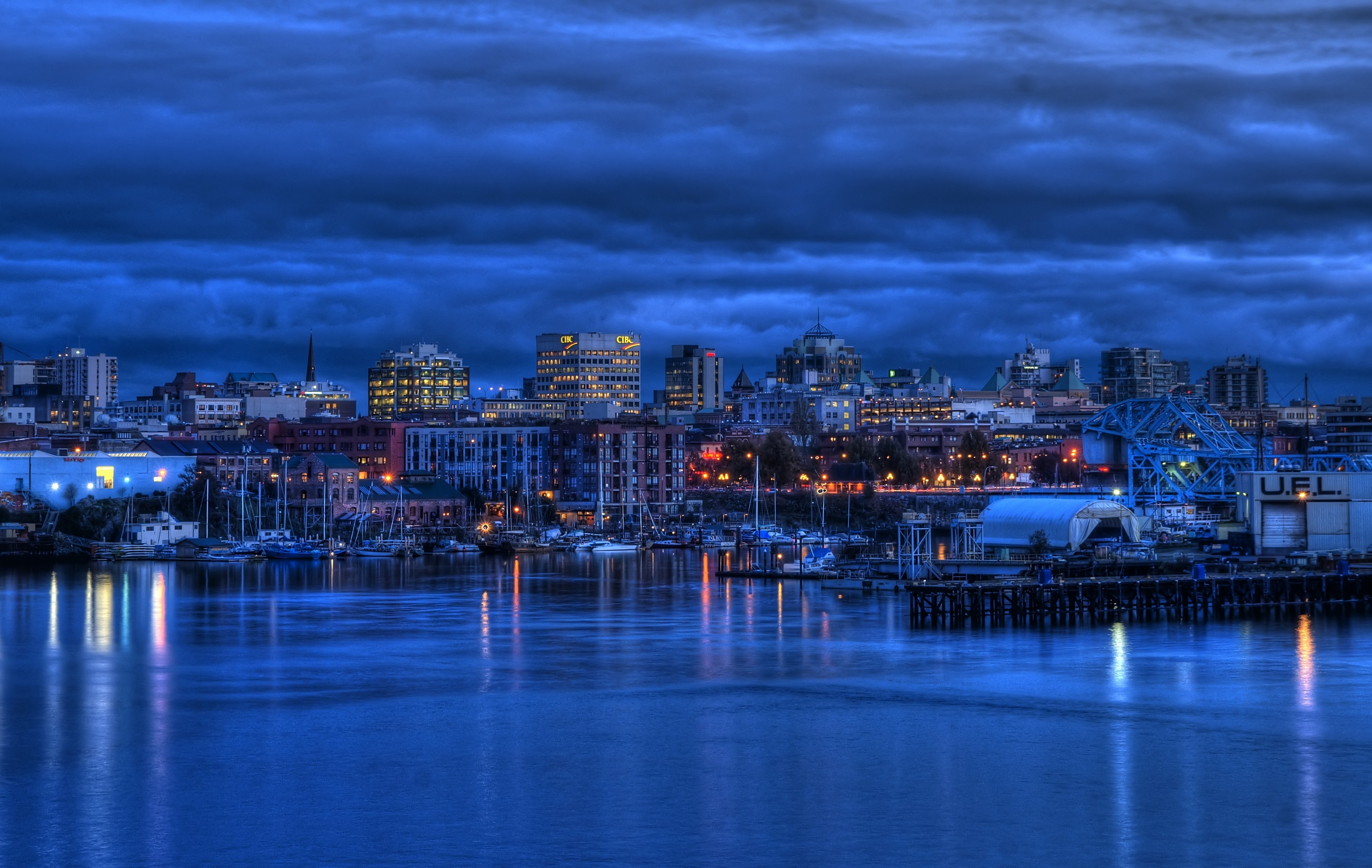
Центр города

Университет Виктории известен своими работами в области океанологии; также в городе имеется несколько колледжей.
Производственный сектор представлен, в основном, высокотехнологичными отраслями — фармацевтика, микроэлектроника, архитектурные бюро. Благодаря наличию большого числа состоятельных пенсионеров, Виктория является одним из главных центров развития медицины в Канаде.
Порт Виктории, некогда бывший основным транспортным узлом провинции, в наши дни специализируется на обслуживании яхт, прогулочных и круизных судов. Неподалёку от города размещается основная военно-морская база Канады на Тихом океане — Эскуаймолт.

## Транспорт
Международный аэропорт Виктории (англ. Victoria International Airport, код ИКАО: CYYJ, ИАТА: YYJ), расположенный на севере полуострова Саанич, обслуживает около 1,5 млн пассажиров ежегодно. Регулярные пассажирские рейсы выполняются в Ванкувер, Сиэтл, Эдмонтон, Калгари, Торонто и Сан-Франциско, осуществляются также сезонные рейсы на курорты США и Центральной Америки. Авиакомпании West Coast Air, Harbour Air и Kenmore Air предоставляют альтернативное воздушное сообщение самолётами-гидропланами прямо из гавани в центре Виктории в центр Ванкувера и Сиэтла. HeliJet осуществляет вертолётное сообщение по маршруту Виктория—Ванкувер.

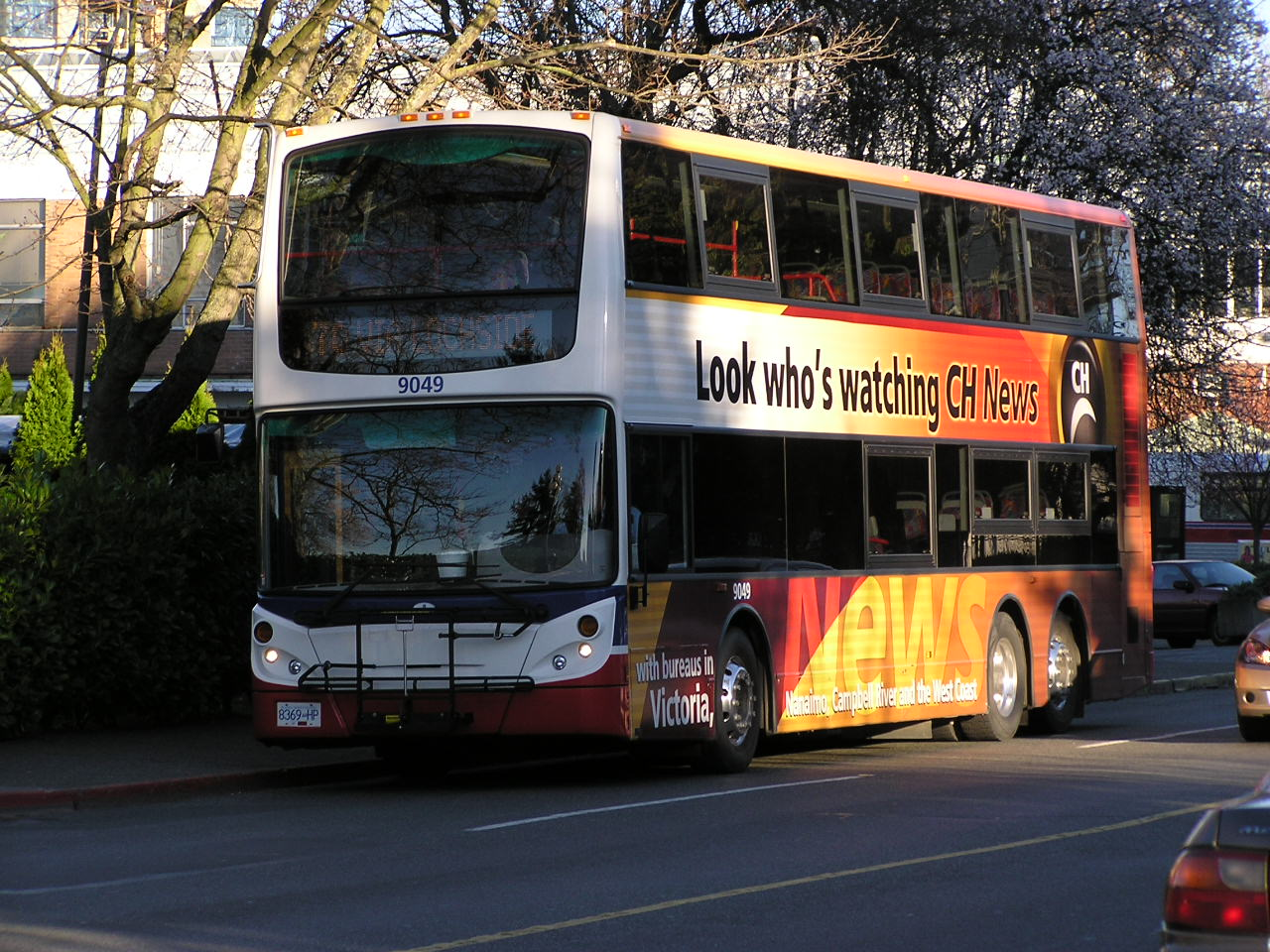
Городской автобус

Более дешёвым способом добраться от Виктории до Ванкувера является паром, связывающий северную оконечность Сааничского полуострова на острове Ванкувер и мыс Товоссен (Tsawwassen) к югу от Ванкувера. Автобусная компания Pacific Coach Lines предоставляет рейсы из Виктории в Ванкувер и обратно (через паром) каждые один-два часа.
До 2011 года между Викторией и Кортни ходил ежедневный пассажирский поезд, но в настоящее время он отменён в связи с необходимостью капитального ремонта путей, дата возобновления движения неизвестна.
Общественный транспорт в Виктории и окрестностях находится под управлением организации Victoria Regional Transit System и представлен 55 автобусными маршрутами. Обсуждается строительство линии скоростного трамвая.

## Наука
В городе располагается Доминьонская астрофизическая обсерватория, построенная в 1918 году.

## Достопримечательности
В непосредственной близости от города располагается садово-ландшафтный комплекс Сады Бутчартов, ежегодно привлекающий более 1 млн туристов со всего света.

## Города-побратимы
- Мориока, Япония
- Нейпир, Новая Зеландия
- Сучжоу, Китай

### Бывшие города-побратимы
- Хабаровск, Россия. В марте 2022 года городской совет Виктории проголосовал за приостановку отношений с Хабаровском[2].